# Російський академічний молодіжний театр
Російський академічний молодіжний театр (РАМТ) — театр для дітей та юнацтва в місті Москві.

## Історія

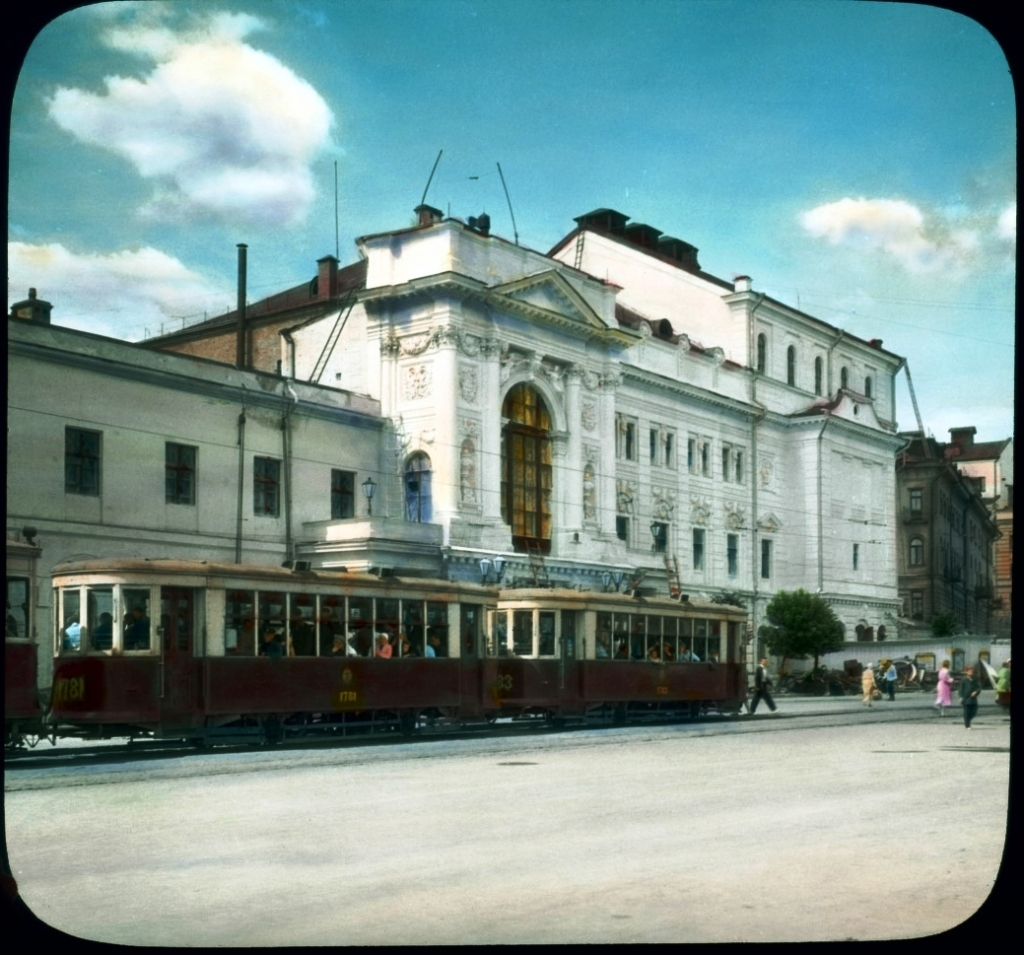
Театр в 1931 році

1921 — театр був заснований Н. І. Сац. Тоді він називався Московський театр для дітей і розташовувався в будівлі колишнього кінотеатру «Арс». Наталія Іллівна, народна артистка СРСР, лауреат Державних премій СРСР — художній керівник і директор театру з 1921 по 1937 роки.
Першим спектаклем театру стала «Перлина Адальміни» І. Новикова за казкою  З. Топеліус.
5 березня 1936 року відбувся спектакль «Сергію Стрільцов» В. Любимова. І разом з новою виставою театр отримав нову назву — Центральний Дитячий Театр (за яким його добре знали в радянський період), а також приміщення, в якому існує і понині. Будівля театру є пам'ятником архітектури, було побудовано за проектом Ф. М. Шестакова за участю О. І. Бове в 1821 році. Слід сказати, що будинок цей завжди був причетний до театрального життя. У середині XIX століття тут збирався Артистичний гурток під керівництвом О. М. Островського; у 1898 році відкрився Імператорський новий театр, який проіснував недовго, тому що на зміну йому прийшов МХАТ II, яким керував М. О. Чехов (1924—1928).
У період Німецько-радянської війни ЦДТ було евакуйовано до Кузбасу.

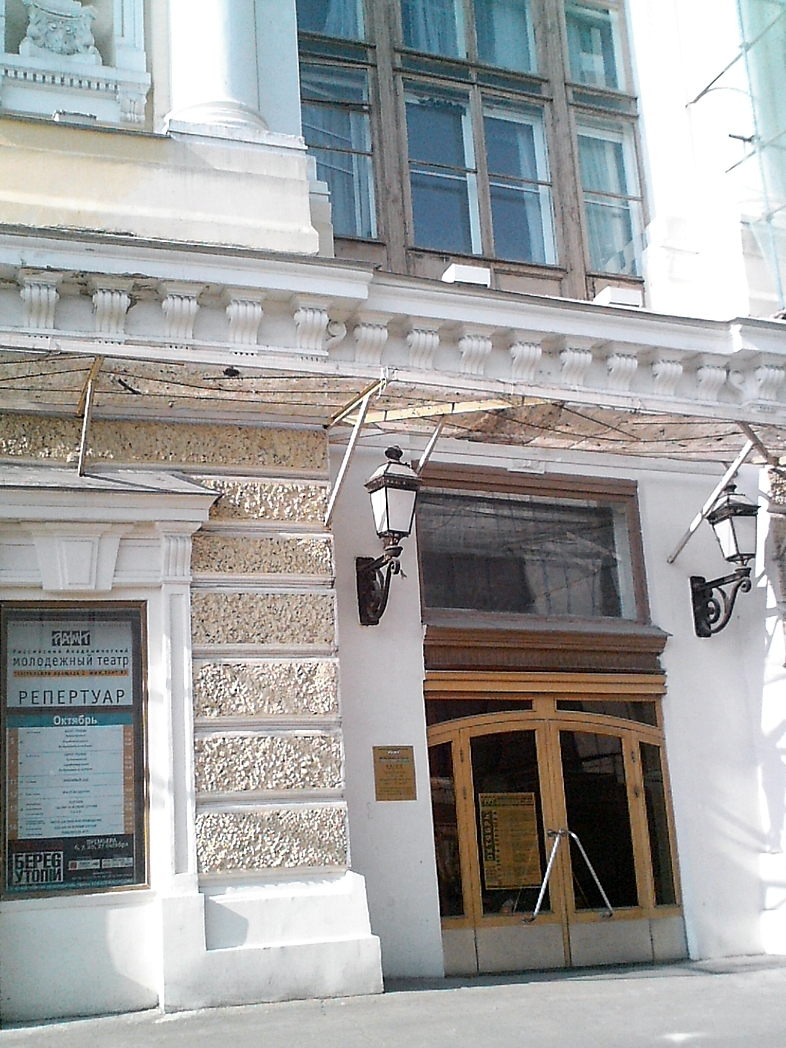
Головний вхід в РАМТ з Театральної плщі

Центральний дитячий театр завжди притягував талановитих людей. У 1950-1960-і роки в ньому працювала М. О. Кнебель. В цей же час сюди прийшов А. В. Ефрос.
У 1948—1949 роках вистави тут ставив Г. О. Товстоногов, тут свою кар'єру починали актор О. Єфремов і драматург В. С. Розов.
З 1975 по 1985 рік режисером театру був Сергій Яшин.
У 1984 році була поставлена п'єса Н. М. Матвєєвої «Прогноз Егля» — фантазія за мотивами творів А. Гріна, що містить 33 пісні Новели Миколаївни.
Російський академічний Молодіжний театр по праву пишається своєю історією та традиціями. У прекрасному старовинному будинку архітектора О. І. Бове в самому центрі Москви — на Театральній площі — колись бувала А. П. Керн. Цей будинок завжди був відомий як центр культурного життя Москви. На початку XX століття на цій сцені, в приватній опері С. Зіміна, виступали Ф. І. Шаляпін і Л. В. Собінов. З 1924 по 1936 року тут знаходився МХТ-II, яким керував Михайло Чехов.
У 1950-і роки театр очолювала сподвижниця К. С. Станіславського, людина, що стала педагогом для цілої плеяди чудових акторів і режисерів, Марія Йосипівна Кнебель. При ній у театр прийшов молодий А. В. Ефрос, який розкрив таланти молодих початківців драматургів В. С. Розова та А. Г. Хмелик.
Художніми керівниками в різний час були Л. Волков, В. Дудін, О. Пижова, В. Кузьмін. Нинішній же художній керівник — Олексій Володимирович Бородін очолює театр з 1980 року.

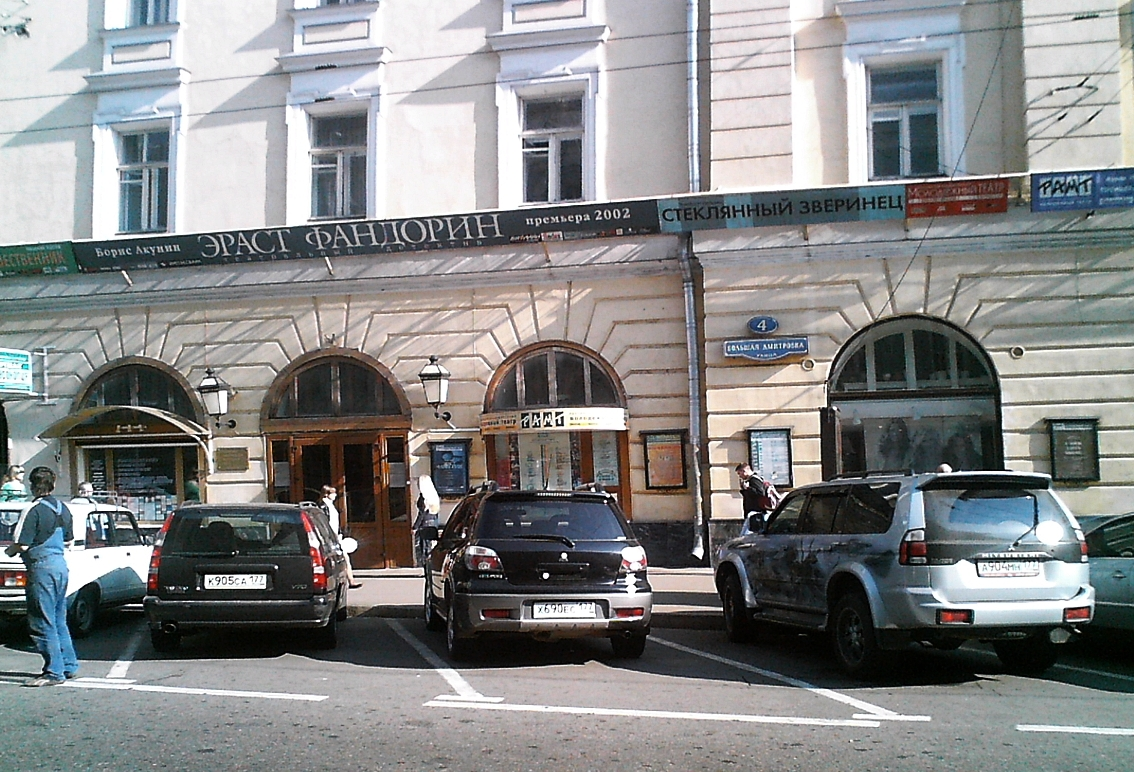
Службовий вхід в РАМТ з вул. Б. Дмитрівка

РАМТ підтримує творчі зв'язки з белградським театром ім. Бошко Буха, берлінським театром «Фройндшафт», театром для дітей Міннеаполіса. У 1986 році німецький режисер І. Зібеншу здійснив на сцені театру постановку «Фауста» Й.-В. Гете, а в 1987 році Олексій Бородін поставив п'єсу «Хрестики-нулики» О. Червінського в театрі «Фройндшафт». Режисер з Міннеаполіса Д. Кренна в 1989 році поставив спектакль «Пригоди Тома Сойєра» Марка Твена. У 1995 році постановочна група з Японії випустила спектакль «Хагарома» (японська народна казка).
Трупа театру відвідала з гастролями Болгарію, Нідерланди, США, Канаду, Індії, Франції, Югославії, Велику Британію, Німеччину.
У 1992 році театр змінив свою назву і став Російським академічним Молодіжним (РАМТ).
При РАМТі довгі роки існують різні клуби любителів театру, через які пройшло не одне покоління московських школярів. Зараз таких клубів чотири: Клуб Мистецтв (найстаріша організація глядачів ЦДТ — був утворений в 1957 році театральним критиком Миколою Олександровичем Путінцева, завідувачем літературної частини), театрознавча секція, Театральний словник і Сімейний клуб.

## Нагороди та премії
- Орден Леніна (1969)
- Премія Ленінського комсомолу (1978) — за велику роботу з комуністичного виховання молоді
- Премія імені Дж. Неру («Рамаяна», 1980)
- Дипломи фестивалю «Московська театральна весна»
- Всесоюзного фестивалю театрів юного глядача
- Всесоюзного фестивалю драматургії і театрального мистецтва народів СРСР  [Архівовано 18 листопада 2012 у Wayback Machine.]

## Трупа

### Режисери
- Блохін Олексій
- Богатирьов Володимир
- Богомолов Костянтин
- Бородін Олексій
- Веселкін Олексій
- Горвіц (Назарова) Марфа
- Гранатов Борис
- Доронін Олександр
- Долгіна Олена
- Єрьомін Юрій
- Зануссі Кшиштоф
- Карбаускіс Міндаугас
- Кренні Джон
- Лісовська Яна
- Назаров Олександр
- Некрасова Ганна Олексіївна
- Огарьов Олександр
- Перегудов Єгор
- Пономарьов Олександр
- Сафонов Павло
- Смехов Веніамін
- Сігрід Стрьом Реібо
- Устюгов Олександр
- Фесак Рустем
- Яковлєв Антон

### Актори
- Ажажа Ольга
- Акімова Ніна
- Аксюта Тетяна
- Антонова Ніна
- Антосик Ганна
- Бажин Андрій
- Баландін Денис
- Балашова Жанна
- Балмусов Юльен
- Барабанов Ілля
- Бєлобородова Євгенія
- Блохін Олексій
- Бобров Олексій
- Бурукін Дмитро
- Василенко Володимир
- Васильєв Андрій
- Веселкін Олексій
- Веселкіна Тетяна
- Воронов Іван Дмитрович
- Волкова Тетяна
- Галібіна Олена
- Гребенщикова Лариса
- Григор'єв Юрій
- Гришечкін В'ячеслав Германович
- Гришин Олександр
- Грішова Ольга
- Дворжецька Ніна
- Девятьяров Олександр
- Доронін Олександр
- Дуров Лев Костянтинович
- Епіфанцев Тарас
- Зима Олег
- Зотова Віра
- Ісаєв Ілля
- Іскандер Раміля
- Карпушина Надія
- Кисленко Валерій
- Ковальова Ганна
- Комісарів Олександр
- Красилів Петро
- Крівощапов Дмитро
- Кузнєцова Тетяна
- Курьянова Тетяна
- Левіна Наталія
- Лученко Юрій
- Лямець Валерія
- Лисак Ольга
- Маслов Олексій
- Матюхова Тетяна
- Мишаков, Олексій
- Морозов Степан
- Морозова Діана
- М'ясніков Олексій
- Надєждіна Тетяна
- Насибов Сергій
- Нейман Матвій Семенович
- Низина Ірина
- Миколаїв В'ячеслав
- Новіков Євген
- Оленєва Наталія
- Осмоловська Джемма
- Панченко Віктор
- Пахомов Олександр
- Печонкін Сергій
- Пєчніков Геннадій
- Пивоварова Людмила
- Платонова Наталія
- Плеже Сесіль
- Погиба Владислав
- Потапешкін Віктор
- Преснікова Євгенія
- Рагулін Олександр
- Редько Євген
- Розін Олексій
- Розівська Олександра
- Рукавишников Костя
- Рищенкова Марія
- Рязанова Наталія
- Саньковим Оксана
- Семенова Дарина
- Сіпін Андрій
- Соколовська Яніна
- Соловйов Олександр
- Сорокін Андрій
- Сперантова Валентина Олександрівна
- Степенскій Роман
- Суворов Олександр
- Тараторкіна Ганна
- Тараннік Ірина
- Тернівська Нінель
- Тімашков Віталій
- Турова Марія
- Уварова Неллі
- Урванцева Уляна
- Устюгов Олександр
- Ферапонтов Микола
- Хаматов Шаміль
- Харлап Світлана
- Хотченков Олександр
- Цібульнікова Людмила
- Цимбал Віктор
- Чернявська Наталія
- Чеховської Прохор
- Шакуров Сергій
- Шатілова Тетяна
- Шефер Нінель
- Шведов Денис
- Шкловський Михайло
- Янін, Олексій

## Художники
- Бенедиктов Станіслав Бенедиктович
- Баішева Лілія
- Войнова Наталія
- Зотова Віра
- Ломакіна Лариса
- Полікарпова Ольга

## Композитори
- Дунаєвський Максим Ісаакович
- Ісаєв Ілля
- Плеже Наталі